# Тимошенко Роман Васильович
Рома́н Васи́льович Тимоше́нко — старший лейтенант Збройних сил України.

## Короткий життєпис
Випускник 2010 року Академії сухопутних військ ім. гетьмана Петра Сагайдачного, спеціальність «бойове застосування та управління діями танкових підрозділів». Командир роти, 101-ша окрема бригада охорони ГШ.
16 лютого 2015-го загинув поблизу села Нижнє Лозове — БТР з військовими, рухаючись із Новогригорівки у напрямку смт Луганського, підірвався на фугасі. Тоді ж загинули старший солдат Дмитро Барвін та солдат Михайло Іваничко.
Без Романа залишились батьки, старша сестра та дружина. Похований на київському Лісовому кладовищі.

## Нагороди
За особисту мужність і героїзм, виявлені у захисті державного суверенітету та територіальної цілісності України, вірність військовій присязі під час російсько-української війни, відзначений — нагороджений
- 27 червня 2015 року — орденом Богдана Хмельницького III ступеня (посмертно).